# Slijkplaat
Slijkplaat (West-Zeeuws-Vlaams "Slikploate") is een buurtschap in de gemeente Sluis, in de Nederlandse provincie Zeeland. De buurtschap, in de regio Zeeuws-Vlaanderen, bestaat uit twee straten, echter beide onder dezelfde naam. In Slijkplaat staan 28 huizen, hierin wonen 52 vaste bewoners, daarnaast komen er nog een 15-tal vaste vakantiegangers bestaande uit Duitsers en Belgen.
Het dorp had tot 28 december 2002 een eigen rooms-katholieke kerk die in 1953 geopend was en deel uitmaakte van de nabijgelegen parochie Schoondijke. Gezien de grote terugloop van het kerkbezoek is de kerk op 28 december 2002 voor het laatst gebruikt voor de uitvaart van Emma Amelia Sijnesael-Geernaert (1908-2002) en daarna door de parochie verkocht en verbouwd tot woonhuis. Naast de kerk ligt een zeer klein kerkhof, waar heel duidelijk is te zien dat er slechts enkele grote families waren in het dorpje (Sijnesael, Geernaert, Blaakman, Steijaert etc).

## Geschiedenis
Slijkplaat ontstond omstreeks 1790 toen de slikken en aanwassen rond het huidige dorp Hoofdplaat werden ingepolderd. Voor die tijd was slijkplaat een zandbank ten noorden van Schoondijke. Na de inpoldering trokken de pas gebouwde boerderijen zeer veel polder- en landarbeiders aan uit het huidige België, met name uit het Meetjesland en het Land van Waas. Deze arbeiders waren overwegend rooms-katholiek en vestigden zich in de buurtschap Slijkplaat en het vlakbijgelegen Nummer Eén en Sasput. Dit verklaart dat de bevolking van deze buurtschappen voornamelijk rooms-katholiek was en is. Achter het dorp ligt een afwateringskanaal dat afwatert richting het gemaal bij Nummer Eén.
Vanaf begin jaren 80 werden op de markt komende huizen grotendeels verkocht als vakantiehuis aan – voornamelijk Duitse – toeristen. Door de stijgende huizenprijzen aan het begin van de 21e eeuw kwam deze ontwikkeling echter weer tot ommekeer. Mede door gezinsuitbreiding kent Slijkplaat aan het begin van het nieuwe millennium een duidelijke verjonging.
Steden: Aardenburg · IJzendijke · Oostburg · Sint Anna ter Muiden · Sluis

Dorpen: Breskens · Cadzand · Eede · Groede · Hoofdplaat · Nieuwvliet · Retranchement · Schoondijke · Sint Kruis · Waterlandkerkje · Zuidzande

Buurtschappen: Akkerput · Bakkersdam · Balhofstede · Biezen · Boerenhol · Braamhul · De Brabander · De Bracke · Cadzand-Bad · Cathelijneschans/Schans · Dam · De Dam · Draaibrug · Halve Maantje · Hans Vriezeschans · Het Eiland · Goedleven · Groeneboomgaard · Grootendam/De Hoogedam · Heille · Hoogendijk · Hoogeweg · Kapitalendam · Ketelaarstraat · Klakbaan · Klein-Brabant · Konijnenberg · Koninginnehaven · Kruisdijk · Kruishoofd · Maagdenberg · Maagd van Gent (deels) · Maaidijk · Marollenput · Moershoofde (deels) · Moleke (deels) · Molentje · Mollekot (deels) · De Munte · Nieuwesluis · Nieuwland · Nieuwvliet-Bad · Nolle · Nummer Een · Oostburgsche Brug · Oosthoek (deels) · Oudeland · Oudemenne · De Pas · Plankenpoortje · Plakkebord · De Platluis · Polderstraat/Steenoven · 't Poldertje · Ponte · Ponte-Avancé · Pyramide · Rijksweg · Ronduit · Roodenhoek · Sasput · Scherpbier · Sint Pieter · Slepershaven/Slapershaven · Slijkplaat · Slikkenburg · Sluissche Veer · Smedekensbrugge · Spitsbroek · Steenhoven · Steenoven · Stenen Heule · Stroopuit · Terhofstede · Ter-Moere · Tol (Schoondijke) · Tol (Waterlandkerkje) · De Tol · Tragel · Turkeye · Valeiskreek · Veldzicht · Veldzicht (deels) · De Verkorting · Verklikker · Vuilpan · Wafeldorp · Waterhoek · Waterloo · Zandertje · Het Zwindorp

Historische plaatsen: De Keizer · Oude Stad (Aardenburg) · Pannenhuis · Potjes

Zeeland: Steden en dorpen in Zeeland      Nederland: Provincies · Gemeenten